# Nachtmystium (album)
Nachtmystium – pierwszy minialbum amerykańskiej grupy muzycznej Nachtmystium. Wydawnictwo ukazało się w 2003 roku nakładem wytwórni muzycznej Regimental Records.

## Lista utworów
Opracowano na podstawie materiału źródłowego.
1. "The Glorious Moment" - 05:22
2. "Cold Tormentor (I've Become)" - 02:55
3. "Come Forth, Devastation" - 03:30
4. "Embrace Red Horizon" - 02:31
5. "Call Of The Ancient" - 04:24
6. "Gaze Upon Heaven In Flames" (cover Judas Iscariot) - 05:4

## Twórcy
Opracowano na podstawie materiału źródłowego.
- Nachtmystium w składzie: Aamonael, Azentrius, Senrum i Zmij
- Sebastian Eichenberg - oprawa graficzna
- D.o.A. - inżynieria dźwięku

## Wydania
| Rok  | Nr katalogowy | Format             | Wytwórnia              | Region            | Źródło |
| ---- | ------------- | ------------------ | ---------------------- | ----------------- | ------ |
| 2003 | REG 014       | CD, MiniAlbum, Ltd | Regimental Records     | Stany Zjednoczone | [ 3 ]  |
| 2003 | PAIN 020      | 12", EP            | Painiac Records        | Belgia            | [ 3 ]  |
| 2005 | BKR007        | CD, EP, RE         | Battle Kommand Records | Stany Zjednoczone | [ 3 ]  |
| 2009 | CDL418CD      | CD, EP, RE         | Candlelight Records    | Stany Zjednoczone | [ 3 ]  |